# Can Can (revista de Bruguera)
Can Can fue una revista de historietas de periodicidad semanal editada por Bruguera entre 1958 y 1978, aunque con interrupciones. Tuvo cuatro épocas diferenciadas:

## Primera época (1958-1960)
La primera época de la revista, en la que mantuvo el subtítulo de la revista de las burbujas, comprendió 125 números ordinarios, 1 extraordinario y 2 almanaques.
La revista se lanzó para competir con Tío Vivo, fundada un año antes por cinco autores que habían abandonado Bruguera: Cifré, Conti, Escobar, Giner y Peñarroya. Ambas revistas se inspiraban en la argentina Rico Tipo y mostraban chicas más sensuales de lo que era habitual hasta entonces. Tales modelos femeninos solían ajustarse a las modas "saco", "can can" o "Guendalina".
Ausentes Cifré, Conti, Escobar, Giner y Peñarroya, los encargados de sacarla adelante fueron Bosch Penalva, Carrillo, Jorge, Gin, Gosset, Francisco Ibáñez, Nadal, José Luis Ortega, Raf, Blas Sanchis, Roberto Segura, Tono, Vázquez y Julio Vivas, quienes desarrollaron: 
| Años                   | Números                                                      | Título                                                      | Autoría                                             | Otros datos    |
| ---------------------- | ------------------------------------------------------------ | ----------------------------------------------------------- | --------------------------------------------------- | -------------- |
| 03/02/1958             | 0-48, 57-58, 62-63, 68,                                      | Las chicas de Vivas                                         | Julio Vivas                                         | Nueva          |
| 03/02/1958             | 0,Alm59                                                      | Las chicas de Saló                                          | Saló                                                | Nueva          |
| 03/02/1958             | 3-4                                                          | Las chicas de Roso                                          | Roso                                                | Nueva          |
| 03/02/1958             | 0-60, 62, 65, 72, 95, 102, 108, Alm59                        | Brigitte                                                    | Hervé                                               |                |
| 03/02/1958             | 0-29, 37, 40, 42-43, 60, Alm59                               | La Osa Mayor agencia teatral                                | Vázquez                                             | Nueva          |
| 03/02/1958             | 0-13, 15, 17-21, 23-26, 28, 36, 41, 82, 84                   | Don Adelfo                                                  | Ibáñez                                              | Nueva          |
| 03/02/1958             | 0-52, 69, 74-77, 79-81, 83, 85, 100                          | Las chicas de Carrillo                                      | Carrillo                                            | Nueva          |
| 03/02/1958- 20/06/1960 | 0-124, Alm59, ExVer59, Alm60                                 | Maritina, la chica de la oficina                            | Roberto Segura                                      | Nueva          |
| 03/02/1958             | 0-108, Alm59, ExVer59, Alm60                                 | La Historia ésa, vista por Hollywood                        | Vázquez Ibáñez Peñarroya Conti                      | Nueva          |
| 03/02/1958             | 0-26                                                         | Guillermo el Conquistador                                   | Gin                                                 | Nueva          |
| 03/02/1958             | 0-108, Alm59, ExVer59, Alm60                                 | En la fracción de un segundo... cambia la opinión del mundo | Fernando Costa Gosset Jorge Vázquez Guillermo Cifré | Nueva          |
| 03/02/1958             | 0-8                                                          | Aquí tiene a Don Vicente, un padre casi demente             | Albert                                              | Nueva          |
| 03/02/1958             | 0-108, Alm59, ExVer59, Alm60                                 | Matildita y Anacleto, un matrimonio completo                | Nadal                                               | El DDT" (1954) |
| 03/02/1958             | 0-31                                                         | Ahí está Tono                                               | Tono                                                |                |
| 03/02/1958-20/06/1960  | 0-125                                                        | Chuchita y Arturito                                         | Armando Matías Guiu                                 |                |
| 03/02/1958             | 0-39                                                         | Las cartas, boca arriba                                     | Jorge Llopis                                        |                |
| 11/08/1958             | 27-85, ExVer59                                               | Don Francachelo                                             | Gin                                                 | Nueva          |
| 11/08/1958- 27/10/1958 | 27-38                                                        | Abelardo y Eloísa                                           |                                                     | Nueva          |
| 01/09/1958             | 30-36, 38-39, 41, 44-59, 61-83, ExVer59                      | Bambalino Talíez                                            | Peñarroya                                           | Nueva          |
| 15/09/1958             | 32-108, Alm59, ExVer59                                       | Ahí está Conti                                              | Conti                                               |                |
| 03/11/1958             | 39-48, 78, 80, 89, 91, 93, 109-124, Alm59, ExVer59           | Silvano Mengano                                             | Nené Estivill                                       | Nueva          |
| 17/08/1959             | 80-81, 84-85, 87-88, 90-101, 105-108, Alm60                  | Carolina                                                    | Nené Estivill                                       | Nueva          |
| 08/12/1958             | 44, 73                                                       | Las chicas de Bielsa                                        | Bielsa                                              | Nueva          |
| 08/12/1958             | 44-46, 48, 50, 52, 60-61, 64-67, 70-72, 78, 89, 93-94, 111   | Las chicas de Ortega                                        | Ortega                                              | Nueva          |
| 29/12/1958             | 47, 49-50, 91-92, 94, 97, 99-101                             | Las chicas de Nadal                                         | Nadal                                               | Nueva          |
| 12/01/1959             | 49, 53, 55-56, 59, 68, 82, 84, 86, 88, 90-92, 95-99, 101-124 | Las chicas de Íñigo                                         | Íñigo                                               | Nueva          |
| 26/01/1959             | 51                                                           | Las chicas de Durán                                         | Jesús Durán                                         |                |

En 1959 se sumaron Peñarroya, Conti, Cifré y Escobar, de vuelta en Bruguera tras el fracaso de su proyecto independiente de "Tío Vivo":
| Años       | Números                   | Título                                    | Autoría        | Otros datos |
| ---------- | ------------------------- | ----------------------------------------- | -------------- | ----------- |
| 09/02/1959 | 53-108, 116, Alm59, Alm60 | Las chicas de Peñarroya                   | Peñarroya      | Nueva       |
| 16/02/1959 | 54                        | Las chicas de Costa                       | Fernando Costa | Nueva       |
| 06/04/1959 | 61, 63-64, 67-68          | Los de Martínez                           |                |             |
| 24/08/1959 | 81-108, Alm60             | Lali y su pandilla                        | Íñigo          | Nueva       |
| 24/08/1959 | 81-90                     | Fifina en Hollywood                       | Raf            | Nueva       |
| 14/09/1959 | 84-107                    | Viborita                                  | Peñarroya      | Nueva       |
| 14/09/1959 | 84-108, Alm60             | Patricia                                  | Fernando Costa | Nueva       |
| 05/10/1959 | 87                        | Las chicas de Segura                      | Segura         | Nueva       |
| 18/01/1960 | 102-108                   | Dos extras de Hollywood                   | Cubero         |             |
| 01/02/1960 | 104-107                   | Las chicas de Cubero                      | Cubero         |             |
| 07/03/1960 | 109-124                   | Heliodoro y Robertita, una feliz parejita | Íñigo          |             |
| 07/03/1960 | 109-124                   | Todo es según el color…                   | Blas Sanchis   |             |

## Segunda y tercera épocas (1963-1967)
En 1963 salió un nuevo Can Can a mayor tamaño y haciendo honor a su subtítulo: Revista para adultos. Comprende 230 números ordinarios, 1 extraordinario y 3 almanaques. Destacó la aportación de Perich, además de series como:
| Años       | Números                                                   | Título                           | Autoría | Otros datos |
| ---------- | --------------------------------------------------------- | -------------------------------- | ------- | ----------- |
| 21/10/1963 | 1-7,9-23,25-28,30-31,33-44, 46-47,49-50,53-55,59-62,65,68 | Maritina, la chica de la oficina | Segura  |             |
| 28/11/1963 | 163,186,193-194                                           | Pepe, el marinero                | Gin     | Nueva       |

## Cuarta época (1978)
El 29 de mayo de 1978 salió el único número de la cuarta época, con el subtítulo de "Para mayores de 18 años". Dirigido por Armando Matías Guiu, colaboraron en él autores clásicos de la editorial como Alfons Figueras, Francisco Ibáñez, Raf, Segura, Vázquez, además de la actriz Susana Estrada.